# Lois Deppe
Louis B. Deppe (* 12. April 1897 in Horse Cave, Kentucky; † 26. Juli 1976 in Chicago) war ein amerikanischer Sänger (Bariton), Saxophonist und Bandleader, der vorwiegend in der Musikszene von Pittsburgh bekannt war. In Erinnerung bleibt er als Mentor des Pianisten Earl Hines.

## Leben
Deppe wuchs in Springfield (Ohio) auf und gewann bereits im Kindesalter einen Gesangswettbewerb und trat auch in einem weißen Country Club auf. Die damals populäre Sängerin J. C. Walker lud den 16-Jährigen ein, bei einem Konzert in Indianapolis aufzutreten. Daraufhin nahm sie Deppe mit nach New York City, wo sie den jungen Sänger bei den Musikern/Komponisten Henry Thacker Burleigh und J. Rosamond Johnson einführte und ihm eine Gesangsausbildung bei Enrico Carusos Coach Buzzi Pecci verschaffte.
Durch die entstandenen Kontakte mit den Vaudeville-Künstlern Harry Creamer und Turner Layton Jr. erhielt Deppe in New York ab 1916 Gelegenheit, im Musikgeschäft zu arbeiten, und trat darauf als Bariton in Musicals wie Show Boat auf. Nach der Ableistung des Militärdienstes in der US-Army tourte er mit der Sängerin Anita Patti Brown. Stilistisch wandte Deppe sich von den klassischen Konzert-Darbietungen dem lukrativeren Jazz zu, gründete mit den Serenaders eine eigene Tanzband (in der er gelegentlich C-Melody-Saxophon spielte) und bekam Engagements in Hotels und Nachtclubs in Pittsburgh.
Für seine Auftritte im Liederhouse in Pittsburgh holte Deppe 1921 einen neuen Pianisten in die Band, den jungen Earl Hines. Deppe wurde zum Mentor des damals 17 Jahre alten Musikers; der Sänger brachte Hines Traditionen klassischer und populärer Musik näher; ihr Bandrepertoire umfasste Opernarien, Spirituals und populäre Songs und Jazznummern der Zeit. Darauf erweiterten Deppe und Hines die Band zu einem Swing-Orchester, der ersten afroamerikanischen Swingband in Pittsburgh.
Anfang der 1920er-Jahre tourten „Lois B. Deppe and His Serenaders“ im westlichen Pennsylvania, in West Virginia und Ohio, auch als „Lois Deppe’s Plantation Orchestra“; das Orchester trat u. a. 1919–21 und 1925–26 im Pittsburgher Paramount Inn auf. Einige Konzerte wurden von der lokalen Radiostation übertragen; 1921 traten Deppe und Hines im Duett in der Radiostation KDKA auf: der erste Radioauftritt afroamerikanischer Künstler in den USA, der per Lautsprecher auf die Wylie Avenue im Hill District Pittsburghs übertragen wurde. Im Oktober 1923 entstanden erste Aufnahmen der „Deppe’s Serenaders“ in Richmond für Gennett, darunter die Earl-Hines-Komposition Congaine. Im November kehrten Deppe und Hines als Duo ins Gennett-Studio zurück und nahmen vier weitere Titel auf, darunter Luckey Roberts’ Isabel (mit einem Pianosolo von Hines) und eine Version des Spirituals Sometimes I Feel Like a Motherless Child.
Hines verließ 1923 die Deppe-Band (in der zu dieser Zeit auch Vance Dixon spielte) und zog nach Chicago, um eine eigene Band zu gründen. Bei den Serenaders spielte kurzzeitig auch Don Redman. Deppe wirkte in den 1920er- und frühen 30er-Jahren u. a. bei Aufnahmen von McKinney’s Cotton Pickers (To Whom It May Concern, 1930), Fletcher Henderson (I’ve Found What I Wanted in You, My Pretty Girl 1931) und Don Redman (Trouble Why Pick On Me, Shakin’ the African 1931) mit. Im Bereich des Jazz war er zwischen 1923 und 1932 an zehn Aufnahmesessions beteiligt. 1927 kehrte er auf die Theaterbühne zurück und trat in den folgenden Jahren in Musicals wie Showboat, Vincent Youmans’ Great Day (1929) und Carmen Jones (Georges Bizet/Oscar Hammerstein II, 1944) auf.

## Diskographische Hinweise
- Earl Hines: A Monday Date: 1928 (Milestone Records, ed. 1970)
- Fletcher Henderson: Ken Burns Jazz (2000)
- Black and White Piano Volume 3 (1897–1929)